# بريتاني باكستر
بريتاني باكستر (5 سبتمبر 1985 بفانكوفر في كندا - ) هي لاعبة كرة قدم كندية في مركز الهجوم، شاركت في الألعاب الأولمبية الصيفية 2012 والألعاب الأولمبية الصيفية 2008. وشاركت مع منتخب كندا تحت 20 سنة للسيدات لكرة القدم ومنتخب كندا لكرة القدم للسيدات. أما مع النوادي، فقد لعبت مع نادي ملبورن فيكتوري وPiteå IF ‏ وSGS Essen ‏ وMelbourne Victory FC (W-League) ‏ وفانكوفر وايتكابس (نادي كرة قدم) وSound FC (women) ‏ وVancouver Whitecaps FC (women) ‏ وPiteå IF ‏.

## وصلات خارجية
- بريتاني باكستر على موقع الاتحاد الدولي (مؤرشف)  (الإنجليزية)
- بريتاني باكستر على موقع الاتحاد الأوربي (الإنجليزية)
- بريتاني باكستر على موقع اتحاد السويد (السويدية)
- بريتاني باكستر على موقع قاعدة بيانات كرة القدم.إي يو (الإنجليزية)
- بريتاني باكستر على موقع Soccerway.com (الإنجليزية)
- بريتاني باكستر على موقع عالم كرة القدم.نت (الإنجليزية)
- بريتاني باكستر على موقع أوليمبيديا (الإنجليزية)
- بريتاني باكستر على موقع اللجنة الأولمبية الكندية (الإنجليزية)